# Anisia cinerea
Anisia cinerea är en tvåvingeart som beskrevs av Brethes 1909. Anisia cinerea ingår i släktet Anisia och familjen parasitflugor. Inga underarter finns listade i Catalogue of Life.